# Si j'étais un espion
Pour plus de détails, voir Fiche technique et Distribution.
Si j'étais un espion est un film d'espionnage français de Bertrand Blier sorti en 1967.

## Synopsis
Le docteur Lefebvre, veuf qui mène une vie tranquille avec sa fille, compte parmi ses patients un dépressif dénommé Guérin. Celui-ci change souvent d'adresse. Il est recherché par sa femme, Geneviève Laurent, et par des inconnus qui surveillent le docteur, le cambriolent, le menacent. 
Le docteur vit dans l'angoisse ; il est harcelé par un dénommé Kruger, le chef de la bande, qui le menace de représailles sur sa fille Sylvie.

## Fiche technique
- Titre original : Si j'étais un espion
- Réalisation : Bertrand Blier, Assisté de Gérard Guérin
- Scénario : Jacques Cousseau, Jean-Pierre Simonot, Philippe Adrien, d'après une histoire originale d'Antoine Tudal et Bertrand Blier
- Décors : Marc Desanges (noté Marc Desages dans le générique)
- Assistant : Charles Guérin
- Script-Girl : Aurore Paquiss
- Dialogue : Philippe Adrien
- Photographie : Jean-Louis Picavet
- Maquillage : Jean-Paul Ulysse
- Image : Henri Martin, Claude Amiot
- Son : Guy Rophé et Christian Evanghélou
- Musique : Serge Gainsbourg
- Orchestration : Michel Colombier
- Editeur : Editions Hortensia (Mixage Alex Pront)
- Montage : Kenout Peltier et Claudine Merlin
- Production : Pierre Cabaud, Lucien Masson
- Producteur délégué : Marcel Lathière
- Conseiller à la production : Louis-Émile Galey
- Administration de production : Bernard Artigue
- Régie : Claude Huyard et Patrick Delauneux (Extérieure : Henri Vergne)
- Société de production : UGC Images, La Société des films Sirius, Pathé Production
- Société de distribution : Compagnie française de distribution cinématographique
- Pays d'origine :  France
- Langue originale : français
- Format : noir et blanc — 35 mm — 1,37:1 — son Mono
- Genre : film d'espionnage
- Durée : 95 minutes
- Date de sortie en salles :  France : 30 août 1967
- Affiche : Michel Landi (France)

## Distribution
- Bernard Blier : Le docteur Lefèvre
- Bruno Cremer : Matras
- Patricia Scott : Sylvie Lefèvre
- Claude Piéplu : Monteil
- Pierre Le Rumeur : Kruger
- Jacques Sempey : l'homme de la rue
- Francis Lax : Rodar
- Jacques Rispal : un patient dans le cabinet
- Madeleine Geoffroy : la secrétaire du docteur Lefèvre
- Renée Barell
- Jean-François Rémi : Maitre Amiot (avocat)
- Pierre Parel
- Gabriel Gascon
- Suzanne Flon : Geneviève Laurent

## Autour du film
- Si j'étais un espion marque le premier long-métrage de fiction réalisé par Bertrand Blier, dans lequel il met en scène son père Bernard pour la première fois.
- Au moment de sa sortie en France fin août 1967, le film connaît un énorme échec commercial, avec 77 290 entrées, dont 19 961 entrées sur Paris[1].
- La critique à la sortie du film par Paris Match est louangeuse ; elle conclut que le film « révèle un vrai talent de metteur en scène, dans la veine du meilleur Hitchcock : le compliment n'est pas mince ».